# Tijuca (geslacht)
Tijuca was een geslacht van vogels uit de familie cotinga's (Cotingidae). Het geslacht telde 2 soorten die nu bij het geslacht Lipaugus zijn ingedeeld.

## Soorten
- Lipaugus ater synoniem: Tijuca atra - zwart-gouden cotinga
- Lipaugus conditus synoniem: Tijuca condita - grijsvleugelcotinga